# Všeradice
Všeradice (en allemand : Wscheraditz) est une commune du district de Beroun, dans la région de Bohême-Centrale, en Tchéquie. Sa population s'élevait à 447 habitants en 2020.

## Géographie
Všeradice se trouve à 7 km au nord-est de Hostomice, à 11 km au sud-sud-est de Beroun et à 33 km au sud-ouest de Prague.
La commune est limitée par Vinařice au nord, par Nesvačily à l'est, par Podbrdy et Vižina au sud, et par Lážovice, Libomyšl et Bykoš à l'ouest.

## Histoire
La première mention écrite de la localité date de 1324.